# Charlie Straight
Charlie Straight byla indie rocková, britpopová hudební skupina založená v roce 2006 v Třinci v České republice.

## Historie
Pavel Pilch učil Alberta Černého na bicí a s Michalem Šupákem hrál v několika jazzových kapelách. Johnny Cienciala a Albert Černý se setkali na třineckém gymnáziu, kde společně hráli se Zuzanou Kudelovou v kapele Funkiers a v jazzovém triu s Michalem Workem zvaném 3JAZZ. První zkouška skupiny proběhla v třinecké hudební škole v srpnu 2006.
V roce 2007 kapelu na základě demosnímků objevil Michal Novák ze serveru Bandzone.cz. Ten se také stal producentem dlouho očekávané debutové desky She's a Good Swimmer. Její křest proběhl 17. června 2009 ve vyprodaném klubu Fabric v Ostravě. Deska kromě pochvalných recenzí v tisku a příznivých ohlasů z hudební branže získala i ocenění za nejlepší album roku v hudebních cenách Anděl 2009.
Skupina zpívala anglicky a byla silně ovlivněna britskou scénou, zejména kapelami jako Coldplay, Radiohead, The Kooks a dalšími. Pro skupinu byla charakteristická energická živá vystoupení a bezprostřední projev frontmana kapely Alberta Černého. Kapela se pohybovala na pomezí indie rocku a britpopu, definuje ji zvuková a výrazová pestrost a precizní angličtina zpěváka Alberta Černého. Ten je také výlučným autorem všech písní (hudba i text). Michal Šupák je klavírista. Johnny Cienciala smíchal první dema kapely a zabývá se mixem i produkcí.
Videoklip k ještě mimoalbovému singlu Shall We Have a Baby vznikl v domácích podmínkách v roce 2008. Dívčí party nazpívaly Albertova sestra Karolína a Honzova sestra Bára. Kapela s klipem vyhrála internetovou soutěž videoklipů Garážmistr a zajistila si tak účinkování v Noci s Andělem. Sama píseň se stala nejžádanějším koncertním přídavkem. Masivní úspěch zaznamenal první singl 'Platonic Johny' z alba She’s a Good Swimmer. Kapela byla nominována na cenu Český slavík 2009 (Objev roku) a hned nato získala tři ceny Akademie populární hudby (Anděl) v kategoriích Objev roku, Videoklip roku a Deska roku.
Vystupovali na většině velkých festivalů v České republice a na Slovensku jako Colours of Ostrava, Rock for People, Sázava Fest, Benátská noc, Planet Festival, United Islands of Prague, Noc Plná Hvězd, Šírava Fest, Topfest, Music Fest Přeštěnice, 3necké Kilowatty aj. V roce 2008 jeli na podzimní turné s kapelou Kryštof, na jaře 2009 slavnostně otevírali pobočku mezinárodního řetězce Hard Rock Café v Praze. Mimo to skupina odehrála desítky samostatných koncertů. Ten největší proběhl 1. června 2010 ve vyprodané pražské Akropoli. Kromě Česka a Slovenska hráli Charlie Straight také v Německu, kde mají za sebou vedle koncertů i živé vystoupení v televizi a rozhlase.
Jako indie kapela v pravém slova smyslu vlastní Charlie Straight všechna práva k repertoáru na desce a nejsou omezeni závazky vůči žádnému vydavatelství. Druhé album kapely s názvem "Someone with a slow heartbeat" vyšlo roku 2012 a bylo pokřtěno 13. března v klubu Fléda v Brně.
V kapele se začaly vyskytovat komunikační problémy a ke konci října 2013 kapela oficiálně oznámila, že hodlá skončit, manažer uvedl, že jde o dlouhodobou přestávku. Kapela již nepokračovala. Frontman Albert Černý společně s bubeníkem Pavlem Pilchem  navázali na v novém projektu pod názvem Lake Malawi.

## Členové
- Albert Černý – zpěv, kytara
- Michal Šupák - klávesy, vokály
- Johnny Cienciala – basová kytara
- Pavel Pilch – bicí

## Ocenění
- Anděl 2009 – Objev roku
- Anděl 2009 – Album roku (She’s a Good Swimmer)
- Anděl 2009 – Videoklip roku (Platonic Johny)
- Objev roku 2009 hudebního časopisu Filter
- Český Slavík 2009 – nominace na Objev roku
- MTV Best Czech/Slovak Act 2010[9]
- Český Slavík 2011 - Videoklip roku
- Český Slavík 2012 - Hvězda internetu
- Anděl 2012 - Skladba roku (Coco)

## Diskografie
- She's a Good Swimmer (2009)
- Someone With A Slow Heartbeat (2012)

## Videoklipy
- She's a Good Swimmer
- Platonic Johny
- Your House
- Try Some Stuff You Don't Think You Should
- Upside Down
- School Beauty Queen
- Shall We Have a Baby
- Coco
- Someone With A Slow Hearbeat
- I Sleep Alone (feat. Markéta Irglová)
- Going Blind
- Tiger in your heart
- Crush On a Hooligan